# Formation d'Echkar
La formation d'Echkar est une formation géologique datant de l'étage Cénomanien du Crétacé supérieur, située dans la région d'Agadez au Niger, en Afrique centrale.

## Description
Ses strates datent de l'Albien supérieur au Crétacé supérieur (stades Cénomanien, il y a environ 100 à 95 millions d'années. Les restes de dinosaures font partie des fossiles récupérés dans la formation.